# Aulogymnus purpurascens
Aulogymnus purpurascens är en stekelart som beskrevs av Schauff och Gates 2005. Aulogymnus purpurascens ingår i släktet Aulogymnus och familjen finglanssteklar. Inga underarter finns listade.